# Haworthia marmorata
Haworthia marmorata är en grästrädsväxtart som beskrevs av M. Hayashi. Haworthia marmorata ingår i släktet Haworthia och familjen grästrädsväxter. Inga underarter finns listade i Catalogue of Life.